# Amos Kruse
Johan Amos Kruse, född 15 november 1876 i Göteborg, död 29 december 1934 i Stockholm, var en svensk maskiningenjör och maskinindustriföreningsledare.
Amos Kruse var son till handlaren Johan Andersson. Han erhöll 1895 examen från H Berwalds förberedande kurs i Stockholm, och studerade 1895–1899 vid Kungliga tekniska högskolans avdelning för maskinbyggnad och mekanisk teknologi. 1899–1900 arbetade Kruse som ritare vid Jonsereds Fabrikers AB och var därefter 1900–1905 konstruktör, ritkontorschef och verkstadsingenjör vid AB J.V. Svensons Automobilfabrik. 1905–1908 var han chef för motoravdelningen vid Munktells Mekaniska Verkstad i Eskilstuna och 1908–1915 överingenjör och direktörsassistent där. 1908–1914 var Kruse även ledamot av Munktells bolagsstyrelse. Han var 1915–1919 ombudsman för Sveriges Maskinindustriförening och från 1919 föreningens VD. Kruse var även ledamot av styrelsen för Statens industrikommissions metallbyrå 1915–1920, ledamot av styrelsen för Statens handelskommissions järnbyrå 1915–1919, Vd för Svenska metallimportörers förening 1918–1920, generalsekreterare i Svenska industriens standardiseringskommission 1922–1931 och efter namnbytet 1931 verkställande ledamot av Sveriges standardiseringskommission. Han är begravd på Norra begravningsplatsen utanför Stockholm.